# Туфа
Туфа (кит. 禿髮) — древнее сяньбийское племя, основавшее государство Южная Лян (397—414). Южная Лян была одной из царств в составе конгломерата Шестнадцати варварских государств.

## Этноним
Согласно «Истории династии Вэй», имя племени туфа на языке сяньби означает «покрывать».

## Происхождение
Туфа представляли собой одно из монголоязычных племён группы дунху. В составе дунху исследователями были выделены следующие основные племена: ухуань, сяньби, цифу, туфа, шивэй, кумоси, кидань, туюйхунь и жуаньжуань.

## История

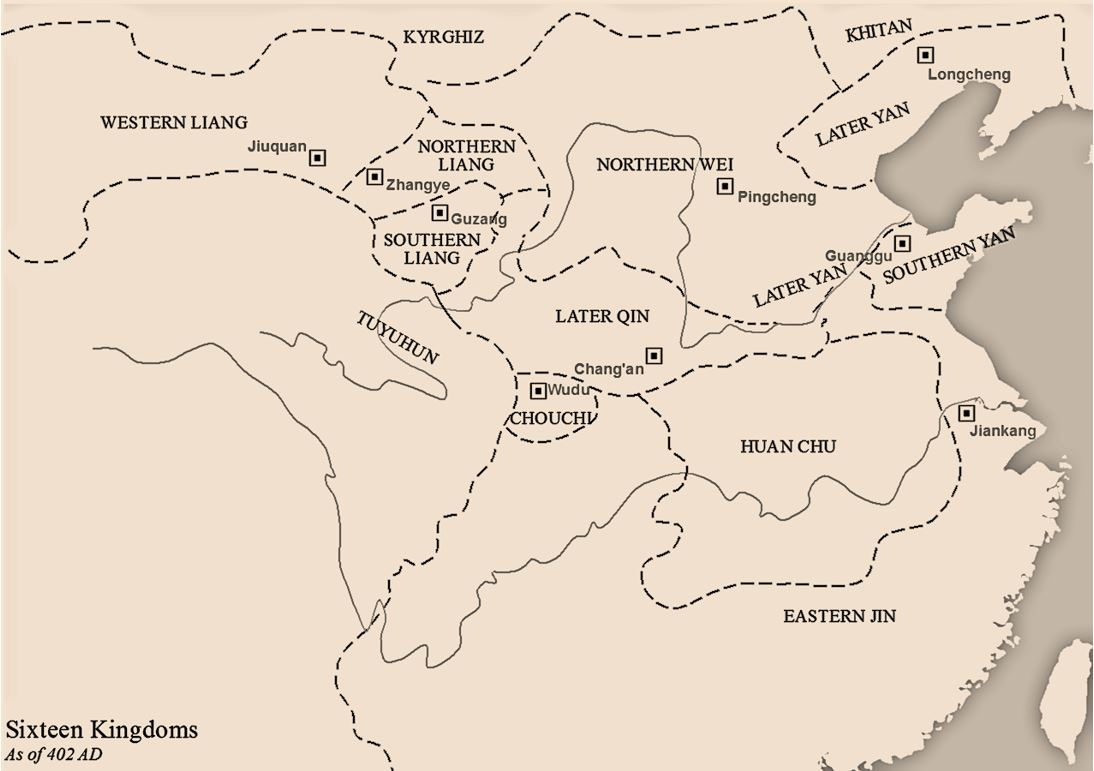
Шестнадцать варварских государств

Основателем царства Южная Лян был один из сяньбийских племенных вождей — Туфа Угу. Он был выходцем из земель к западу от р. Хуанхэ. Его предки были одинакового происхождения с предками правителей династии Поздняя Вэй.
Пигу, предок Угу в восьмом поколении, переселился вместе со своим кочевьем из района, находившегося севернее укрепленной линии, в район к западу от р. Хуанхэ. Его земли на востоке доходили до гор Майтянь и Цяньтунь, на западе — до Шило, на юге — до округа Цзяохэ, на севере — до Великой пустыни Гоби.
После смерти Пигу к власти пришел его сын Шоутянь. Согласно «Истории династии Вэй», когда Шоутянь находился еще в утробе, его мать, отправившись спать, родила его под одеялом, а поэтому ему дали имя Туфа, что на их языке означает «покрывать».
Предком Туфа Угу в пятом поколении был Шуцзинэн, присоединивший к своим владениям все земли области Лянчжоу. После его смерти к власти пришел его младший двоюродный брат Увань. При правнуке Уваня, Сыфуцзяне, кочевья понемногу стали процветать. Сыфуцзянь был отцом Туфа Угу.
Угу объявил себя великим главноуправляющим, великим военачальником, великим шаньюем, принял титул Сипин-вана и установил эру правления Тай-чу. При Угу была основана столица Ляньчуань, после столица была перенесена в город Лэду.
После смерти Угу к власти пришёл его младший брат Лилугу, занимавший должность правителя области Лянчжоу и имевший титул Сипин-гуна. Он перенес столицу в Сипин, изменил наименование эры правления на Цзянь-хэ и отправил послов с данью к северовэйскому двору. При правлении Лилугу армией Южной Лян под командованием его младшего брата Нутаня были разгромлены войска Люй Цзуаня, сына Люй Гуана, основателя династии Поздняя Лян.
После смерти Лилугу к власти пришел Нутань. Он объявил себя Лян-ваном, снова переехал на жительство в Лэду, установил эру правления Хун-чан. При правлении Нутаня земли Южной Лян были завоеваны царством Западная Цинь. Через год после падения своего царства Нутань был отравлен. В дальнейшем младший сын Нутаня, Хэ, бежал ко двору династии Северная Вэй.